# Salaheddine Bassir
Salaheddine Bassir (arab. arab. ‏صلاح الدين بصير‎; ur. 5 września 1972 w Casablance) – piłkarz marokański. Grał na pozycji napastnika.

## Kariera klubowa
Bassir pochodzi z miasta Casablanca. Piłkarską karierę rozpoczynał w tamtejszym klubie Wydad Casablanca. W jej barwach zadebiutował w 1991 roku w pierwszej lidze Maroka i już w pierwszym sezonie został triumfatorem Afrykańskiej Ligi Mistrzów. Natomiast w 1993 roku wywalczył mistrzostwo kraju. Wtedy też po sezonie przeszedł do rywala zza miedzy Wydadu, Rai Casablanca. W Rai spędził 2 lata, ale nie osiągnął sukcesów ani w lidze, ani w krajowym pucharze. W 1995 roku Bassir przeniósł się do saudyjskiej drużyny, Al-Hilal. W 1996 wygrał z nim najpierw Puchar Zdobywców Pucharów Azji, a następnie mistrzostwo Arabii Saudyjskiej oraz krajowy puchar. Natomiast w 1997 roku wywalczył jeszcze Superpuchar Azji.
W 1997 roku dość niespodziewanie Bassir przeszedł do jednego z czołowych hiszpańskich zespołów, Deportivo La Coruña. W Primera División zadebiutował 7 września w zremisowanym 1:1 meczu z RCD Mallorca. W Deportivo grał wraz z dwoma innymi rodakami, Noureddine Naybetem oraz Mustaphą Hadjim. W sezonie 1997/1998 był podstawowym zawodnikiem zespołu, ale walczył o miejsce w pierwszej jedenastce z Urugwajczykiem Sebastiánem Abreu oraz Brazylijczykiem Luizão. Przez rok zdobył 5 goli w lidze. Natomiast w sezonie 1998/1999 po przyjściu do Deportivo takich napastników jak Pedro Pauleta i Turu Flores usiadł na ławce i nie zdobył żadnego gola, a przez kolejne 2 lata ani razu nie pojawił się na boisku La Liga i w 2001 roku odszedł z zespołu.
Nowym klubem Bassira został francuski Lille OSC. W Lille grał przez rok, ale ani razu nie zdobył gola w Ligue 1 i zajął z tym klubem 6. miejsce. W sezonie 2002/2003 Salaheddine występował w greckim Arisie Saloniki, w którym zdobył 1 gola, a po sezonie wrócił do Maroka i przez rok grał jeszcze w drużynie Rai, aż w 2004 roku zakończył piłkarską karierę w wieku 32 lat.
| Sezon     | Klub                | Kraj             | Rozgrywki        | Mecze | Bramki |
| --------- | ------------------- | ---------------- | ---------------- | ----- | ------ |
| 1991/1992 | Wydad Casablanca    | Maroko           | GNF 1            | ?     | ?      |
| 1992/1993 | Wydad Casablanca    | Maroko           | GNF 1            | ?     | ?      |
| 1993/1994 | Raja Casablanca     | Maroko           | GNF 1            | ?     | ?      |
| 1994/1995 | Raja Casablanca     | Maroko           | GNF 1            | 20    | 8      |
| 1995/1996 | Al-Hilal (Rijad)    | Arabia Saudyjska | 1. liga          | 25    | 9      |
| 1996/1997 | Al-Hilal (Rijad)    | Arabia Saudyjska | 1. liga          | 26    | 9      |
| 1997/1998 | Deportivo La Coruña | Hiszpania        | Primera División | 21    | 5      |
| 1998/1999 | Deportivo La Coruña | Hiszpania        | Primera División | 14    | 0      |
| 1999/2000 | Deportivo La Coruña | Hiszpania        | Primera División | 0     | 0      |
| 2000/2001 | Deportivo La Coruña | Hiszpania        | Primera División | 0     | 0      |
| 2001/2002 | Lille OSC           | Francja          | Ligue 1          | 22    | 0      |
| 2002/2003 | Aris FC             | Grecja           | Alpha Ethniki    | 12    | 1      |
| 2003/2004 | Raja Casablanca     | Maroko           | GNF 1            | ?     | ?      |

## Kariera reprezentacyjna
W reprezentacji Maroka Bassir zadebiutował w 1993 roku. W 1998 roku został powołany przez selekcjonera Henri Michela do kadry na Mistrzostwa Świata we Francji. Tam zagrał we wszystkich trzech grupowych meczach: zremisowanym 2:2 z Norwegią, przegranym 0:3 z Brazylią oraz wygranym 3:0 ze Szkocją i w ostatnim z nich zdobył 2 gole dla swojej reprezentacji. Z Marokiem nie wyszedł wówczas z grupy. Bassir wystąpił także w 2002 roku w Pucharze Narodów Afryki, ale z Marokiem zajął dopiero 3. miejsce w grupie. Ogółem w kadrze Maroka wystąpił 50 razy i zdobył 25 goli.